# Skærsø
Skærsø er en oval hedesø, beliggende i et fredet område syd for Egtved i 	Vejen- og Kolding Kommuner. Søen er den østligste hedesø i Jylland.
Skærsø er en såkaldt Lobeliesø, opkaldt efter den sjældne undervandsplante Tvepibet Lobelie.
Tvepibet Lobelie er særdels krævende og trives kun i næringsfattige, klarvandede søer. Tvepibet Lobelie er gullistet
Søens tilstand er i dag kritisk, men her findes dog stadig rødlistede arter, såsom sortgrøn brasenføde og strandbo.
Søen er typisk overvokset af et tykt lag af alger, på grund af søens dårlige tilstand.
Skærsø med omgivelser er, sammen med Nørremose øst for søen, fredet 1977; Det fredede område er på 70 hektar .
Øst for søen ligger Nørremose, som er en tidligere højmose. Tørven blev stort set gravet væk under og lige efter 2. verdenskrig, hvilket har betydet, at den vestlige halvdel af mosen i dag fremstår som græshede/hedemose.
Skærsø er naturskønt beliggende ved skov og hede i det fredede område. Der er mulighed for en vandretur på ca. 30-45 min. ad et stisystem rundt om søen. På en god sommerdag er der mulighed for en badetur.